# گلن هیزن
گلن هیزن (سوئدی: Glenn Hysén؛ زادهٔ ۳۰ اکتبر ۱۹۵۹) بازیکن فوتبال اهل سوئد است.

## باشگاهی
از باشگاه‌هایی که در آن بازی کرده‌است می‌توان به باشگاه فوتبال فیورنتینا، باشگاه فوتبال پی‌اس‌وی آیندهوون، باشگاه فوتبال گوتبورگ، و باشگاه فوتبال لیورپول، باشگاه فوتبال گوتبورگ، اشاره کرد.

## تیم ملی
وی همچنین در تیم ملی فوتبال سوئد بازی کرده است.